# Термическое упрочнение проката
Термическое упрочнение проката — повышение качества проката (фасонных профилей, арматуры, листового) за счёт термической обработки в потоке прокатного производства.

## Высокотемпературная термомеханическая обработка (ВТМО)
Совмещение процессов горячей деформации и ускоренного контролируемого охлаждения в процессе прокатки позволяют существенно улучшить качество металлопродукции. Теоретические основы такого процесса разработаны научной школой МИСиС под руководством М. Л. Бернштейна. Существенный вклад в исследование процессов ВТМО внесли работы В. А. Займовского, Л. М. Капуткиной, С. Д. Прокошкина и др. Исследованию термомеханического упрочнения стали посвящены работы российских учёных — В. Д. Садовского, П. Д. Одесского, Л. И. Гладштейна, С. А. Мадатяна и др. Существенный вклад в практическое внедрение процессов термического упрочнения в потоке прокатного производства внесли учёные Института Чёрной металлургии (Днепропетровск): В. Т. Черненко, А. С. Кудлай, В. И. Спиваков и ЦНИИСК им. В.А. Кучеренко (Москва): В. А. Барышев, А. С. Ключ, Н. В. Толмачёва, С. В. Бернштейн и др.
В процессе термомеханического упрочнения важным является правильное распределение степеней обжатия на каждой клети прокатного стана, скорость горячей деформации, длительность последеформационной выдержки, способ и скорость последеформационного охлаждения. За счёт термомеханического упрочнения создаётся структура динамической полигонизации аустенита, наследуемая при последующем ускоренном охлаждении низкотемпературными фазами — мартенситом, бейнитом или ферритом. Дополнительное повышение комплекса свойств (прочность, пластичность и сопротивление разрушению) происходит также за счёт более равномерного распределения упрочняющих фаз (карбидов, карбонитридов и т. п.) по границам субзёрен вместо их выделения на зёренных границах или внутри зерна.

## Упрочнение фасонного проката из малоуглеродистых и низколегированных сталей

### Процесс обработки
В 1980-е годы было внедрено производство термически упрочнённого фасонного проката (уголки, швеллеры, двутавровые балки) на среднесортовом стане 450 Западно-Сибирского Металлургического Комбината (Новокузнецк).
После прохождения последней клети прокат проходил камеру с подачей воды под давлением для ускоренного охлаждения поверхности металла. После прохождения охлаждающей камеры происходил самоотпуск поверхности проката за счёт тепла, аккумулированного в центральной части профиля. Центральная часть профиля охлаждалась с повышенной скоростью. Марки стали, проходившие термомеханическое упрочнение — Ст3сп, Ст3пс, 09Г2С, 12Г2С и т. п.

### Влияние на микроструктуру и свойства
Процесс термомеханического упрочнения привёл к образованию микроструктуры «естественного композита». Поверхностные слои имели строение отпущенного мартенсита с небольшими количествами бейнита. Микроструктура внутреннего слоя представляла обычную феррито-перлитную смесь, но более мелкозернистую. Соответственно менялась и твёрдость, определённая по методу Виккерса. Поверхностные слои имели твёрдость до 300 HV, тогда как твёрдость центрального слоя составляла около 150 HV.

Твёрдость термически упрочнённого фасонного проката (типичная зависимость)

При электронномикроскопическом исследовании была видна фрагментация зёрен феррита.

Субзёрна в термически упрочнённом фасонном прокате (просвечивающая электронная микроскопия)

Существенное повышение прочности не приводило к снижению пластичности и сопротивления хрупкому разрушению. Например, для обычной углеродистой стали ВСт3сп предел прочности повышался до уровня 530 МПа (с уровня 350 МПа). При этом сопротивление хрупкому разрушению (ударная вязкость KCU при −70 °C) было очень высоким — 150 Дж/см².
Сварка профилей из термически упрочнённой в потоке прокатного производства стали не приводило к существенному снижению хладостойкости из-за изменений в зоне термического влияния. Локальное разупрочнение (мягкая прослойка) не приводило к снижению агрегатной прочности. Эти результаты дали возможность применять такой прокат в сварных строительных конструкциях северного исполнения вместо низколегированных хладостойких сталей.

## Упрочнение листового проката из малоуглеродистых и низколегированных сталей

### Процесс обработки
Была разработана технология термического упрочнения листового проката в потоке прокатки на стане 3600 Металлургического комбината «Азовсталь» (Мариуполь). Марки стали, проходившие термическое упрочнение — ВСт3пс, ВСт3сп, 12Г2С, 17Г2С, 14Г2АФ и др.

### Влияние на микроструктуру и свойства
В результате термомеханического упрочнения была получена макронеоднородная слоистая структура (видна при визуальном контроле травлёного сечения). Методами просвечивающей электронной микроскопии в поверхностных слоях была обнаружена развитая ячеистая субструктура (полигонизация). По субзёренным границам выделялись карбидные частицы. Плотность дислокаций в поверхностном слое составляла: ρ = 7 {\displaystyle x10^{9}cm^{-}}{\displaystyle ^{2}}. В центральных по толщине слоях листа увеличивалась доля вытянутых зёрен феррита. Плотность дислокаций уменьшалась до ρ = 1,7{\displaystyle x10^{9}cm^{-}}{\displaystyle ^{2}}.

Микроструктура листового термически упрочнённого проката у поверхности и в середине листа (по толщине)

Отличительной особенностью термически упрочнённого листового проката является изменение формы диаграммы деформации.Отклонение от закона Гука (упругого поведения) начинается при ме́ньших напряжениях ({\displaystyle 0,80-0,85\sigma _{T}}). Порог хладноломкости для образцов на ударную вязкость с острым надрезом составлял около −70 °C. Исследование хладостойкости сварных соединений термически упрочнённого листового проката (моделирование с помощью наплавки) показало, что возможно их применение для строительства в климатических районах до −65 °C.